# Jumla (dystrykt)

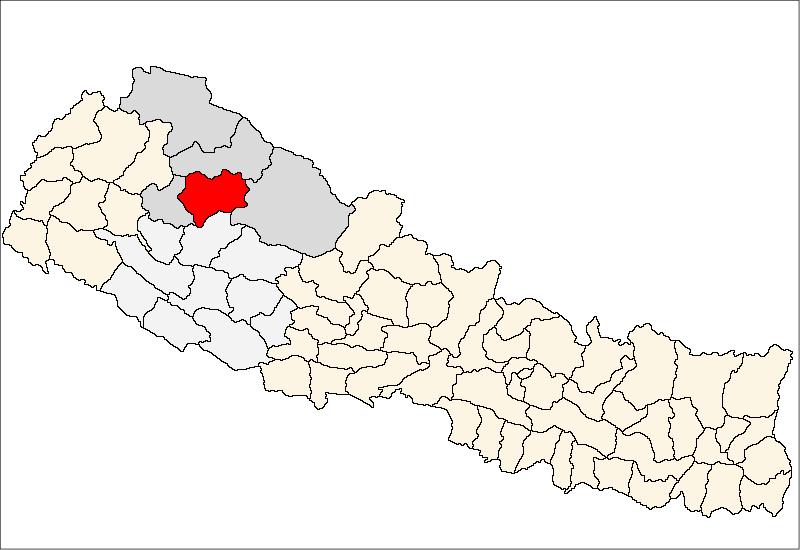
Dystrykt Jumla

Dystrykt Jumla (nep. जुम्ला) – jeden z siedemdziesięciu pięciu dystryktów Nepalu. Leży w strefie Karnali. Dystrykt ten zajmuje powierzchnię 2531 km², w 2001 r. zamieszkiwało go 89 427 ludzi. Stolicą jest Jumla Khalanga.